# Töölöntori
La place de Töölö (en finnois : Töölöntori) est une place du quartier de Taka-Töölö au centre d'Helsinki en Finlande.

## Présentation

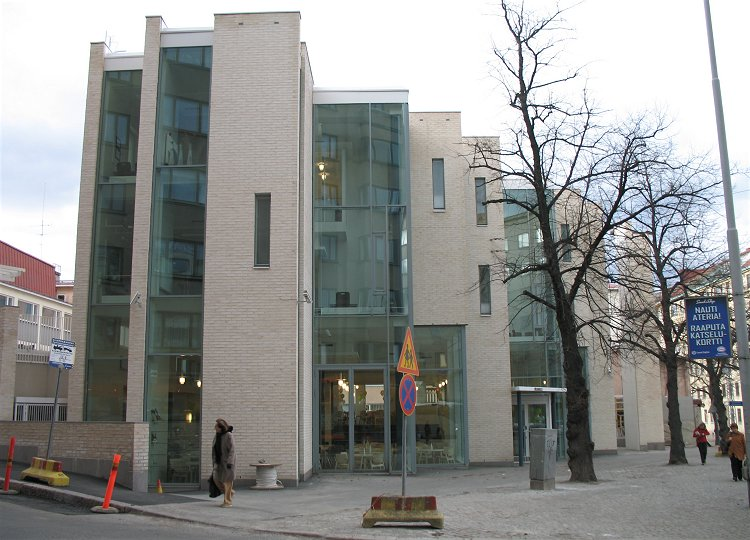
La maison de la culture Sandels en bordure de la place Töölöntori.

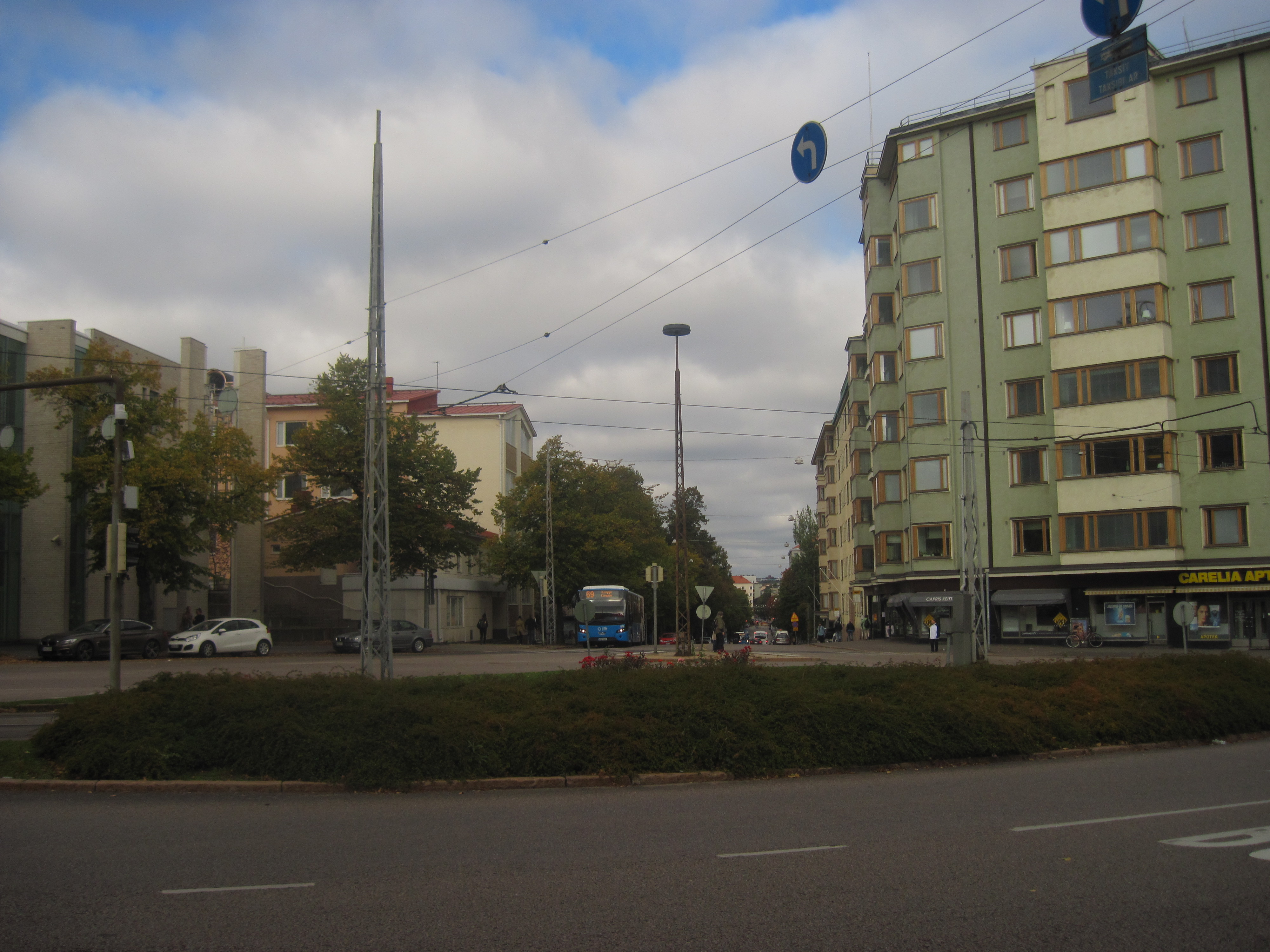
Topeliuksenkatu vue de la place Töölöntori.

La place est à l'intersection des rues Runeberginkatu et Topeliuksenkatu.
Elle est délimitée par les rues Runeberginkatu, Tykistönkatu, Töölöntorinkatu et Sandelsinkatu.